# Byggegölen (Korsberga socken, Småland)
Byggegölen är en sjö i Vetlanda kommun i Småland och ingår i Emåns huvudavrinningsområde.